# Svea Leffler
Svea Margaretha Leffler, född (Larsson) Rune , född 20 juni 1878 i Bolstad, Älvsborgs län, död 7 maj 1961 i Bolstad, var en svensk tandläkare.
Hon var dotter till godsägaren Olof Larsson och Cordelia Andersson. År 1907 gifte hon sig med handelsresande Håkan Leffler.
Svea Larsson tog studentexamen 1896, tandläkarexamen 1901 och blev därefter praktiserande tandläkare i Göteborg.